# Artūrs Grīnups
Artūrs Grīnups (Riga, 2 november 1931 - Riga, 4 december 1989) was een Lets contrabassist en componist van klassieke muziek.

## Leven
Artūrs Grīnups bezocht na zijn middelbareschooltijd eerst tussen 1947 en 1950 het Jāzeps Mediņš Muziekcollege in zijn geboorteplaats, waarna hij van 1950 tot 1954 aan het Jāzeps Vītols Conservatorium in Riga contrabas studeerde bij Vilhelms Kumbergs (1884–1956). Aansluitend studeerde hij compositie bij Ādolfs Skulte. Die opleiding beëindigde hij in 1958. Vanaf 1954 tot 1983 werkte hij als contrabassist bij het Lets Nationaal Symfonieorkest en het orkest van de Letse Nationale Opera.
Anders dan veel van zijn componerende tijdgenoten, was Grīnups niet bereid tot een compromis met de Russische bezettingsautoriteiten. Letland werd in 1940 ingelijfd door de Sovjet-Unie en herkreeg pas in 1990 zijn zelfstandigheid. Slechts eenmaal ontkwam Grīnups niet aan een loflied op het communisme. Het werd het korte lied Kā Ļeņina sardzē (Onder Lenins hoede). Ook zijn moeilijke en opvliegende karakter werkte niet in zijn voordeel. Volgens componist Imants Zemzaris werkte Grīnups geheel afgesloten van de buitenwereld aan zijn muziek. Zijn werk stond dan ook los van de Letse traditie van het moment. Anders dan veel van zijn collega's schreef hij ook weinig vocale muziek.
Zijn afwijzende houding tegenover de bezetter leidde ertoe dat veel van Grīnups' oeuvre niet tijdens zijn leven werd uitgevoerd of gepubliceerd. Pas na de herwonnen onafhankelijkheid van Letland kwam er meer aandacht voor Grīnups' muziek. 

## Werken
Grīnups' muziek is in drie stijlperiodes onder te verdelen. Vanaf eind jaren vijftig tot begin jaren zestig schreef hij in een neoklassieke stijl. In deze periode ontstonden zijn eerste vijf symfonieën. Geleidelijk kwamen er meer moderne elementen in zijn muziek. Deze tweede periode duurde tot begin jaren tachtig. In zijn laatste stijlperiode werd zijn stijl steeds persoonlijker en expressiever, zonder de tonaliteit geheel los te laten. 
Orkestmuziek
- Negen symfonieën (1958, 1959, 1959, 1960, 1961, 1962, 1963, 1967, 1988)
- Suite voor fluit en strijkorkest (1959)
- Prieks (Geluk), suite voor orkest (1961)
- Vioolconcert (1963)
- Leģenda četrās noskaņās (Legende in vier stemmingen) (1964)
- Hoornconcert (1969)
- Sinfonia da camera (1970)
- Sinfonia per archi (1972)
- Tromboneconcert (1975)
- Quasi una sinfonia (1981)

Kamermuziek
- Strijktrio (1972)
- Sonate voor viool en piano (1974)
- Dažādības vienā dimensijā (Diversiteit in één dimensie) voor klarinet en strijkkwartet (1979)
- Meditatie en scherzo voor twee cello's (1983)

Pianomuziek
- Vijf stukken (1974)
- Quasi una partita (1979)

Vocale muziek
- Četras ekspresijas (Vier expressies) voor zangstem en piano (1973)
- Simfoniski oratoriāls monuments Luidži Kerubīni piemiņai, symfonisch oratorium-monument ter herinnering aan Luigi Cherubini voor solisten, koor, slagwerk en orgel (1980)